# Особые виды композиции
Осо́бые ви́ды компози́ции — область шахматной композиции, в которой используются специфические задания. Включает в себя:
- Ретроанализ
- Математические задачи
- Конструкционные задачи